# Blackjack Lanza
Pour les articles homonymes, voir Lanza et Lanzo.
John Morti Lanzo né le 14 octobre 1935 et mort le 8 décembre 2021, est un catcheur américain, plus connu sous le pseudonyme de Blackjack Lanza. Il était la moitié de l'équipe The Blackjacks avec Blackjack Mulligan à l'American Wrestling Association (AWA) et à la World Wide Wrestling Federation (WWWF). Il est introduit au WWE Hall of Fame par Bobby Heenan en 2006.

## Carrière dans le catch
Lanza commence sa carrière en 1962. Lors de son passage à l'American Wrestling Association (AWA), il fait équipe avec Bobby Duncum et est managé par Bobby Heenan. Sa gimmick est alors d'être un cowboy de western. Le duo remporte le championnat par équipe de l'AWA le 23 juillet 1976.

### The Blackjacks
Dans les années 1970, Lanza et Mulligan s'allient et forment l'équipe The Blackjacks. Lanza est alors une tête d'affiche. Ils sont managés par Bobby Heenan.
En 1975, il rejoignent la World Wide Wrestling Federation (WWWF). Le 26 août, l'équipe bat Dominic DeNucci et Pat Barrett pour le championnat par équipe de la fédération. Le match était un two-out-of-three falls match et les Blackjacks réussissent le premier et le troisième tombé. Lors de son passage à la WWWF, Vince McMahon lui promet un match pour le titre de champion du monde par mois.

### Retraite
À sa retraite, Lanza travaille à la World Wrestling Entertainment (WWE) en tant que Road Agent et producteur.
En 2004, Lanza introduit Bobby Heenan au WWE Hall of Fame. Le 1er avril 2006, Lanza et son ancien partenanire Blackjack Mulligan sont introduits, sous l'égide de l'équipe des Blackjacks, par Heenan dans le Hall of Fame.

## Vie privée
Son neveu, en kayfabe, est l'ancien champion de la WWE, Justin «Hawk» Bradshaw, qui a fait partie de l'équipe The New Blackjacks. Ils n'ont aucun lien de parenté.

## Palmarès
- American Wrestling Association
  - Champion du monde par équipe de l'AWA (1 fois) - avec Bobby Duncum
  - AWA British Empire Heavyweight Championship (1 fois)
- Georgia Championship Wrestling
  - NWA Georgia Television Championship (1 fois)
- NWA Big Time Wrestling
  - NWA American Heavyweight Championship (1 fois)
  - NWA American Tag Team Championship (1 fois) – avec Blackjack Mulligan
  - NWA Brass Knuckles Championship (version texanne) (3 fois)
- Professional Wrestling Hall of Fame
  - Introduit en 2016 en tant que membre de The Blackjacks
- World Wide Wrestling Federation / Entertainment
  - Introduction au WWE Hall of Fame en 2006 en tant que membre de The Blackjacks
  - Champion par équipe de la WWWF (1 fois) – avec Blackjack Mulligan
- Pro Wrestling Illustrated
  - no  338 sur 500 de la liste des meilleurs catcheurs des années précédentes en 2003[10]